# Таласоїд

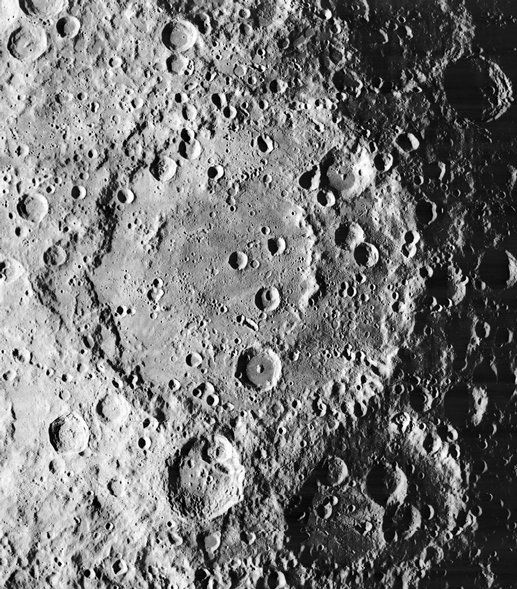
Кратер Корольов — типовий приклад таласоїда

Таласоїд (англ. thalassoid, рос. талассоид — «мореподібний», від дав.-гр. θάλασσα — «море» та εἶδος — «вигляд») — стара назва великих імпактних кратерів на Місяці, що близькі за розміром до басейнів місячних морів, але, на відміну від них, не мають (або мають мало) темного лавового покриття. Натомість таласоїди, як і їхні околиці, мають світлу поверхню, всіяну дрібнішими кратерами. На повному Місяці (коли погано видно рельєф і добре — альбедо) вони не вирізняються з-поміж інших ділянок.
Таласоїди характерні для зворотного боку Місяця, оскільки масштаб лавових виливів там був значно меншим, ніж на видимому боці. До таласоїдів можна віднести, зокрема, басейни морів Мрії, Москви та Східного, кратери Герцшпрунг та Корольов на зворотному боці Місяця, а також басейн Моря Нектару на видимому.

## Історія терміна
Цей термін запропонували радянські вчені після початку досліджень зворотного боку Місяця. Його автором є професор Московського державного університету Юрій Павлович Псковський (1926–2004), а в науковий обіг його ввів 1965 року Юрій Наумович Липський, що досліджував фотографії, отримані того ж року «Зондом-3». 1967 року на XIII Генеральній асамблеї Міжнародного астрономічного союзу розглядалося питання про включення цього слова в набір родових термінів номенклатури деталей поверхні Місяця, але пропозицію було відхилено. Таким чином, цей термін є лише характеристикою об'єктів, а не частиною їх назв.
На Заході поняття таласоїдів та відповідний термін не прижилися: там ці об'єкти зазвичай не виділяють в окрему категорію і називають просто басейнами (англ. basins). Зараз поняттям таласоїдів користуються рідко. Колись воно відіграло важливу роль, посприявши розумінню різниці між морями (лавовими рівнинами) та басейнами (кратерами, в яких лежать ці рівнини).